# Microsoft Train Simulator
Microsoft Train Simulator è un simulatore ferroviario prodotto da Microsoft in grafica 3D, sulla scia del successo avuto da Flight Simulator.
Nella versione base del simulatore sono presenti 6 scenari (linea ferroviaria e paesaggio circostante) situati in tre continenti: per gli Stati Uniti sono riprodotte le linee Maria's Pass nel Montana e il Northeast Corridor che collega Filadelfia a Washington; per l'Europa sono riprodotte la linea Innsbruck - St. Anton (Austria) e la linea Settle&Carlisle in Inghilterra, ambientate entrambe intorno al 1920; infine per il Giappone sono riprodotte la linea turistica Hisatsu e la Tokyo - Hakone.
Per ognuno di questi scenari sono stati riprodotti i rotabili adatti, locomotive a vapore, diesel ed elettriche, automotrici ed elettromotrici e treni per alta velocità oltre a carrozze e carri merci.
Nel simulatore è possibile condurre questi mezzi dalla cabina di guida con la riproduzione dei vari strumenti per la guida e, nel caso delle locomotive a vapore, è possibile scegliere se impersonare il solo macchinista o sia il macchinista che il fuochista, per una più realistica conduzione della locomotiva.
Il gioco prevede due tipi di modalità: si può prendere un treno qualsiasi e scegliere un percorso, per poi esplorarlo (avendo totale controllo sugli scambi), oppure è possibile affrontare un'activity (presenti in buon numero per gli scenari di default), cioè percorrere una certa tratta con un treno prestabilito, rispettando orari e fermate. Quest'ultima modalità prevede anche di inserire convogli in sosta, in movimento e permette le manovre di composizione e scomposizione del treno.
Inoltre sono presenti tre tutorial sulla guida di un certo tipo di locomotiva (elettrici, diesel e vapore) che introducono il giocatore ai comandi e alle operazioni di base oltre al manuale, elettronico e cartaceo, che illustra le caratteristiche dei mezzi e la condotta di guida.

## L'editor
Oltre al simulatore, è presente un editor che permette di riprodurre i propri scenari, nuove activity e nuove cabine per i rotabili.
Per l'uso di questi strumenti è presente un help in linea (in inglese) non chiarissimo e incompleto ma permettono di modificare e personalizzare profondamente il simulatore.

## Le comunità e gli add-on
Dopo l'uscita di Train Simulator sono apparsi sul mercato alcuni add-on a pagamento facilmente acquistabili anche tramite la rete, che comprendono nuove linee e nuovi rotabili.
Parallelamente a questi add-on a pagamento, sono sorte numerose comunità di appassionati in tutto il mondo che hanno realizzato scenari, rotabili, tutorial, applicazioni, ecc. disponibili in rete e liberamente scaricabili.

## Train Simulator 2
Per luglio 2004 era stata annunciata l'uscita del seguito di Train Simulator, ma, come annunciato dalla Microsoft Game Studios, si è interrotto il suo sviluppo, perché l'azienda ha adottato una politica di contenimento dei costi, eliminando così i prodotti che non si ritenevano essenziali.

## Train Simulator 2012
Nell'ottobre 2011 esce un videogioco con la famosa testata Train Simulator. Il gioco tuttavia non è prodotto dalla Microsoft, autrice del primo e del secondo (mai uscito) capitolo, ma da Rail Simulator.com e da Kuju Entertainment.